# Lemniscomys barbarus
El ratón listado (Lemniscomys barbarus) es una especie de roedor de la familia Muridae ampliamente distribuido por el noroeste de África.

## Descripción
Algo más grande que el ratón de campo (Apodemus sylvaticus) y con una cola un poco más larga que la cabeza y el cuerpo. El pelaje de la parte superior es de color canela claro, a lo largo del dorso tiene una línea más oscura y a cada lado de ésta, en los flancos, tiene otras cinco líneas negras, más anchas, que encierran otra línea de color algo más pálído. En la zona ventral el color tiende a degradarse hasta el blanco, igual que en los cuatro pies.

## Distribución
Es una especie africana: está presente en el Magreb, en la región costera de Marruecos, Argelia y Túnez al norte y noroeste de la cordillera del Atlas. En España, en las ciudades autónomas de Ceuta y Melilla. En el territorio ceutí ha sido localizado en el Monte Anyera y en Calamocarro habitando tanto la zona continental como el Monte Hacho. En Melilla se ha detectado en la llanura de Rostrogordo.

## Hábitat
Vive en lugares secos y áridos, pero con vegetación, ocupando áreas de cultivos extensivos y esguenales en áreas de cierta xericidad entre los 20 y 400 metros de altitud. Se alimenta de tallos de herbáceas, gramíneas, hojas y semillas tanto silvestres como cultivadas, completando su dieta con algunos insectos.

## Depredación
Aparece escasamente en egagrópilas de rapaces, es posible que forme parte de la dieta de carnívoros, como el chacal (Canis aureus) y el zorro rojo (Vulpes vulpes).